# Municipio de Winfred
El municipio de Winfred (en inglés: Winfred Township) es un municipio ubicado en el condado de Lake en el estado estadounidense de Dakota del Sur. En el año 2010 tenía una población de 144 habitantes y una densidad poblacional de 1,53 personas por km².

## Geografía
El municipio de Winfred se encuentra ubicado en las coordenadas 43°59′9″N 97°18′50″O / 43.98583, -97.31389. Según la Oficina del Censo de los Estados Unidos, el municipio tiene una superficie total de 94.16 km², de la cual 94,06 km² corresponden a tierra firme y (0,1 %) 0,1 km² es agua.

## Demografía
Según el censo de 2010, había 144 personas residiendo en el municipio de Winfred. La densidad de población era de 1,53 hab./km². De los 144 habitantes, el municipio de Winfred estaba compuesto por el 97,92 % blancos, el 0,69 % eran asiáticos, el 0,69 % eran de otras razas y el 0,69 % eran de una mezcla de razas. Del total de la población el 0,69 % eran hispanos o latinos de cualquier raza.